# Scoglio Pietra Salata
Lo scoglio Pietra Salata è un'isola italiana, in Campania. Si trova lungo la fascia costiera di Posillipo, a Napoli. Nello scoglio e vicino è presente una Villa di epoca romana.

## Cozze
Lo scoglio è conosciuto nelle sue vicinanze per le cozze pregiate che vi crescono.

## Villa Rosebery
Davanti allo scoglio è presente Villa Rosebery, finita di costruire nel 1857 è ad oggi la residenza estiva del Presidente della Repubblica Italiana.